# Premi Albert Einstein de la Pau
El Premi Albert Einstein de la Pau, en anglès: Albert Einstein Peace Prize s'atorga cada any a per part de la fundació Albert Einstein Peace Prize Foundation que té la seu a Chicago. Els guanyadors del premi reben 50.000 dòlars.
Entre els que l'han guanyat s'inclouen:
- Alva Myrdal (1980)[1]
- George F. Kennan (1981)[2]
- Pierre Trudeau (1984)[3]
- Willy Brandt (1985)[4]
- Andrei Sakharov (1988)[5]
- Joseph Rotblat i Hans Bethe (1992)[6]